# Cillei Anna nádorné
Cillei Anna (1384 körül – 1439. január 21. után/1439. szeptember 5. és 1440. január 9. között), horvátul és szlovénül: Ana Celjska, Garai Miklós nádor és horvát-szlavón bán második felesége, Cillei Borbála magyar királyné nővére, Zsigmond király sógornője. Cillei Anna lengyel királyné unokatestvére.

## Élete
Cillei Hermann horvát-szlavón bán és Schaunbergi Anna grófnő lánya. Zsigmond király 1401-es siklósi fogsága idején Garai Miklós, akire a király őrizete volt bízva, létrehozta a Siklósi Ligát a királlyal és Cillei Hermann-nal, a Zsigmondhoz hű délvidéki főúrral, melynek értelmében Zsigmond és Garai Cillei egy-egy lányát veszik majd feleségül a megegyezés értelmében. Zsigmond király Cillei Hermann legkisebb lányát, Borbálát jegyezte el, míg Garai Miklós Borbála grófnő nővérét, Annát. A házasság Anna és Garai Miklós között 1405 augusztusában jött létre. Cillei Annával való házassága a király sógorává, és Magyarország egyik legbefolyásosabb politikusává tette Garai Miklóst. Cillei Anna a jog és a protokoll szerint az ország második asszonya lett a húga, a királyné után. Az unokahúga, Luxemburgi Erzsébet születése után pedig rangban a harmadik helyre csúszott vissza. A férje, Garai Miklós halála után viszont rangban ugyan még hátrébb szorult, ráadásul Albert király lányai is megelőzték a sorban, de így is befolyásos asszony maradt mint az új királyné, Luxemburgi Erzsébet nagynénje, ellentétben húgával, Cillei Borbálával, aki a férje halála (1437) után elvesztette befolyását és teljes magyarországi vagyonát, pozícióját.
Férje halála után, 1433 decemberétől Cillei Anna őrizetében volt a Szent Korona, ezért Zsigmond király 1434. január 17-én Bázelből azt az utasítást adta, hogy Anna és fia adják át a koronát az esztergomi érseknek.
Zsigmond halála után annak veje, az ő unokahúgának a férje, az új magyar király, Albert 1438. június 23-án megerősítette számára a Mikolai-féle birtokok fele részét.
Pontos halálozási évét nem ismerjük, de 1439. január 21-én még élt, és valószínűleg csak 1439. szeptember 5. és 1440. január 9. között halhatott meg.
Anna két fiút és két lányt szült a férjének, akinek már voltak gyermekei, fia is, az első házasságából. Dorottya, Borbála, László, a későbbi nádor, és a fiatalon meghalt János voltak a közös gyermekeik. László 1431–1447 közötti időkben macsói bán, 1447-től nádor, és V. László legfontosabb magyarországi helytartója lett.

## Gyermekei
- Férjétől, Garai Miklós (1466 körül–1433) nádortól és horvát-szlavón bántól, 4 gyermek:
  - Dorottya (–1443 után), ragadványneve: Nagyfenekű és Anyadwaloga település névihletője, 1. férje Kanizsai László (–1434) soproni főispán, Kanizsai János esztergomi érsek unokaöccse, 4 gyermek, 2. férje Rozgonyi Rajnald (–1472) tárnokmester, 4 gyermek az 1. házasságából, többek között:
    - (1. házasságából): Kanizsai László (–1477/78) erdélyi vajda

  - Borbála (Erzsébet), férje Kórógyi János (–1456) országbíró, gyermekei nem születtek
  - László (1410 körül – 1459. április 19. előtt), Magyarország nádora (1447–1458), macsói bán (1432–1440), felesége Piast Alexandra (1412–1463), I. Bolko tescheni herceg lánya, 5 gyermek, többek között:
    - Garai Anna (1440 körül – 1460 után), Hunyadi Mátyás jegyese, 1. férje Héderváry Imre (–1478/81) macsói bán, mosoni főispán, gyermekei nem születtek, 2. férje Újlaki Miklós (1410 körül–1477) bosnyák király, macsói bán, erdélyi vajda

  - János (–1432 előtt)